# Nesolestes albicauda
Nesolestes albicauda là loài chuồn chuồn trong họ Argiolestidae. Loài này được Fraser mô tả khoa học đầu tiên năm 1952.